# Pålsboda

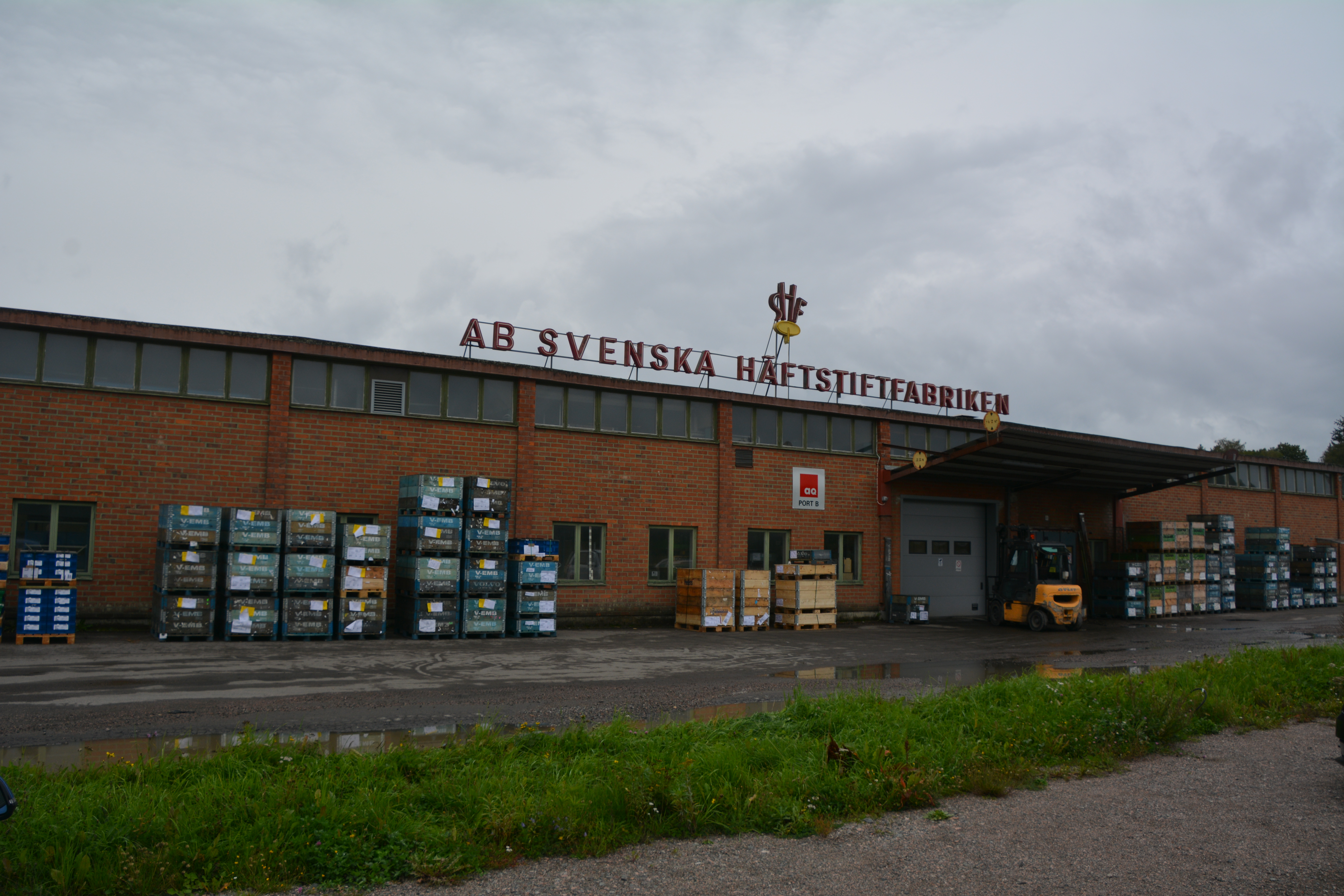
Svenska Häftstiftsfabriken

Pålsboda är en tätort i Sköllersta distrikt i Hallsbergs kommun som ligger utmed Västra stambanan mellan Hallsberg och Katrineholm samt vid riksväg 51 mellan Örebro och Norrköping.

## Historia
Pålsboda var en viktig järnvägsknut och omlastningsstation på den tid då den smalspåriga järnvägen Pålsboda-Finspång trafikerades. Järnvägsstationen öppnades den 8 november 1862 och lades ned den 3 juli 1971. Bandelen kom senare att ingå i NÖJ, Norra Östergötlands Järnvägar.
Pålsboda är beläget i Sköllersta socken och ingick efter kommunreformen 1862 i Sköllersta landskommun. I denna inrättades för orten 9 maj 1941 Pålsboda municipalsamhälle  som upplöstes med utgången av 1957. Orten ingår sedan 1971 i Hallsbergs kommun.

### Befolkningsutveckling
| Befolkningsutvecklingen i Pålsboda 1960–2020 | Befolkningsutvecklingen i Pålsboda 1960–2020 | Befolkningsutvecklingen i Pålsboda 1960–2020 | Befolkningsutvecklingen i Pålsboda 1960–2020 | Befolkningsutvecklingen i Pålsboda 1960–2020 |
| -------------------------------------------- | -------------------------------------------- | -------------------------------------------- | -------------------------------------------- | -------------------------------------------- |
|                                              |                                              |                                              |                                              |                                              |
| År                                           |                                              |                                              | Folkmängd                                    | Areal (ha)                                   |
| 1960                                         | 1960                                         |                                              | 1 140                                        |                                              |
| 1965                                         | 1965                                         |                                              | 1 375                                        |                                              |
| 1970                                         | 1970                                         |                                              | 1 627                                        |                                              |
| 1975                                         | 1975                                         |                                              | 1 751                                        |                                              |
| 1980                                         | 1980                                         |                                              | 1 870                                        |                                              |
| 1990                                         | 1990                                         |                                              | 1 750                                        | 147                                          |
| 1995                                         | 1995                                         |                                              | 1 671                                        | 147                                          |
| 2000                                         | 2000                                         |                                              | 1 591                                        | 147                                          |
| 2005                                         | 2005                                         |                                              | 1 524                                        | 147                                          |
| 2010                                         | 2010                                         |                                              | 1 552                                        | 146                                          |
| 2015                                         | 2015                                         |                                              | 1 610                                        | 157                                          |
| 2020                                         | 2020                                         |                                              | 1 643                                        | 158                                          |
|                                              |                                              |                                              |                                              |                                              |

## Samhället
Pålsboda har en skola, Folkasboskolan, några förskolor, en järnhandel, tre pizzerior, ett konditori, en blomsterhandel, en bensinmack, en livsmedelsbutik, en brandstation, samt två kyrkor, Pålsboda kyrka och Pingstkyrkan Filadelfia. Tätorten har också två industriområden, östra och västra.
Fram till 2018 fanns ett Volkswagen-museum på orten med ett 60-tal bilar, inklusive ett exemplar av varje årsmodell av den klassiska typ 1 (bubblan) som sålts i Sverige.

## Näringsliv
Tidigare fanns norra Europas största häftstiftsfabrik i Pålsboda, Svenska Häftstiftsfabriken.
I Pålsboda låg också Pålsboda Vårdcentral, som var Sveriges första privata vårdcentral efter att 1992 ha övertagits av Per Hemberg. Vårdcentralen försattes i konkurs sommaren 2023

### Bankväsende
Pålsboda hade under en period fyra bankkontor, men samtliga har lagts ner. Swedbank stängde den 4 april 2011. I juni 2020 lade Handelsbanken, som var ortens sista bankkontor, ner.